# Петрищева, Полина Андреевна
Полина Андреевна Петрищева (29 октября 1899 — 21 сентября 1973) — советский паразитолог, доктор медицинских наук, член-корреспондент АМН СССР.

Е. Н. Павловский, П. А. Петрищева, М. П. Чумаков и А. А. Смородинцев на Дальнем Востоке в 1939 г.

## Биография
Родилась в селе Мордовская Липовка Самарской губернии (Хворостянский район Куйбышевской области). После окончания семинарии 2 года работала учителем биологии и зоологии.
Окончила Самарский университет (1923), работала на Самарской малярийной станции, с 1930 — в Туркменистане зав. станцией тропических болезней (Каракалинский район). В 1932—1933 зав. отделом медицинской энтомологии Туркменского тропического института.
С 1933 г. в отделе паразитологии Всесоюзного института экспериментальной медицины АМН СССР.
Доктор медицинских наук (1937). В 1946 г. избрана членом-корреспондентом АМН СССР.

## Публикации
Автор научных и научно-популярных книг и брошюр:
- «Убить малярийного комара!» (Ашхабад, 1933);
- «Что надо знать о сохранении здоровья при освоении пустыни» (1952);
- «Боритесь с москитами» (1953; 1955);
- «Полевые методы изучения москитов и противомоскитные мероприятия» (1954);
- «Уничтожайте лесных клещей — переносчиков энцефалита» (1957; 1959);
- «Клещевой энцефалит» (1958);
- «Не допускать заражения клещевым энцефалитом: (Памятка)» (1957);
- «Как болезни диких животных становятся болезнями человека» (1959);
- «Гнус и борьба с ним» (1961);
- «Методы изучения и профилактики лейшманиозов и москитной лихорадки» (1961);
- «Природные болезни расшифрованы, от них можно уберечься!» (1961);
- «Ликвидируем лейшманиозы и москитную лихорадку» (1961);
- «Болезни с природной очаговостью» (1965);
- «Природноочаговые болезни и их профилактика» (1965);
- «Биологические взаимоотношения кровососущих членистоногих с возбудителями болезней человека» (1967);
- «География природноочаговых болезней человека в связи с задачами их профилактики» (1969).

## Нааграды и звания
Сталинская премия I степени (13 марта 1941) — за открытие в 1939 году возбудителей заразных заболеваний человека, известных под названием «Весенне-летний и осенний энцефалиты», и за разработку успешно применяемых методов их лечения, одобренных Наркомздравом СССР
Золотая медаль имени И. И. Мечникова (1953)
Награждена двумя орденами Ленина, двумя орденами Трудового Красного Знамени, бразильской медалью Гаспара Вианны.